# Lamberto Dini
Lamberto Dini [lambérto díni], italijanski ekonomist in politik, * 1. marec 1931.
Dini je bil predsednik vlade Italije (1995-1996), minister za pravosodje Italije (1995-1996) in minister za zunanje zadeve Italije (1996-2001).